# Hollands Kroon
Hollands Kroon es un municipio de la Provincia de Holanda Septentrional de los Países Bajos.

## Galería

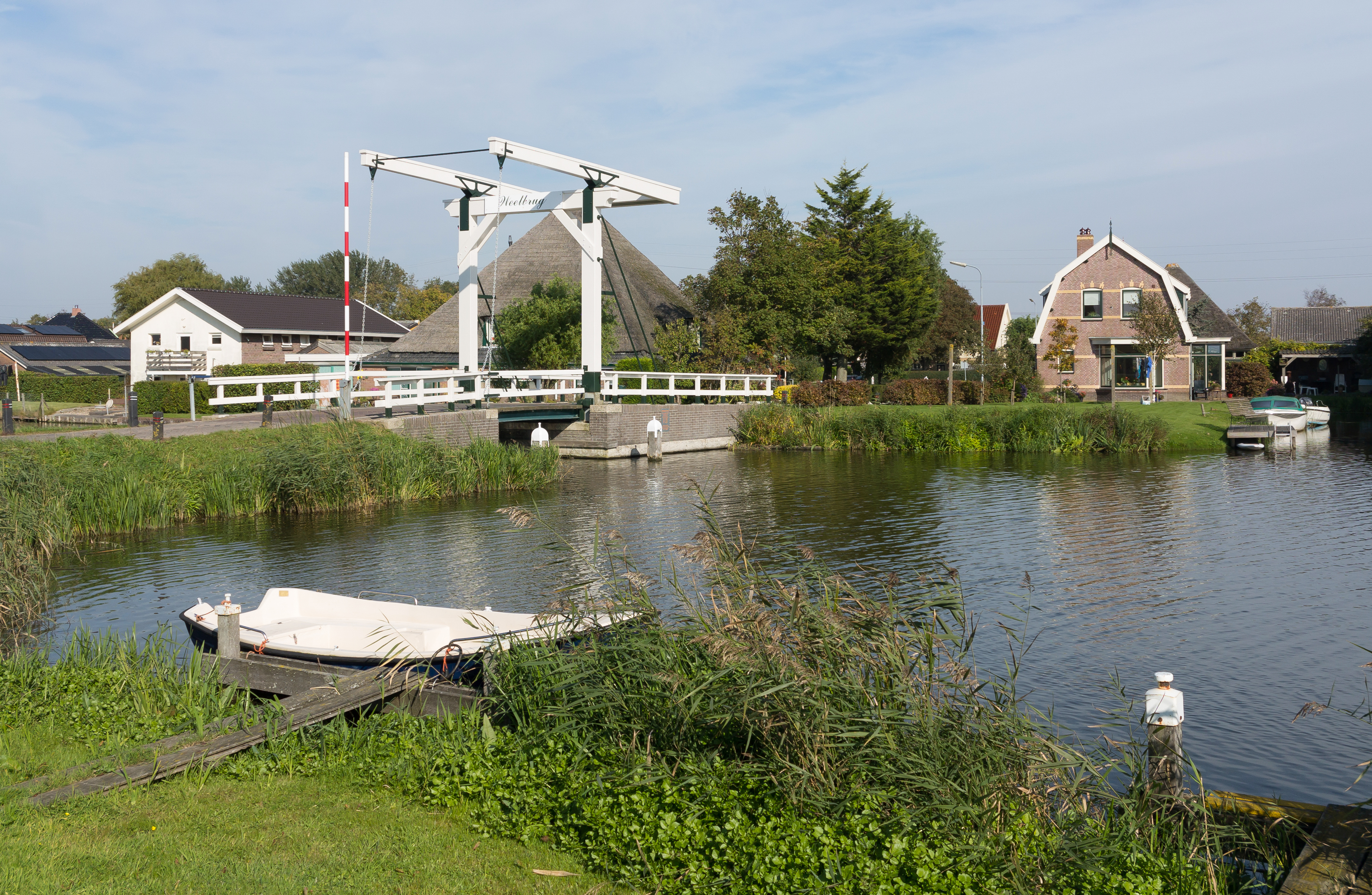
De Weel, el puente oscilante: el Heelbrug
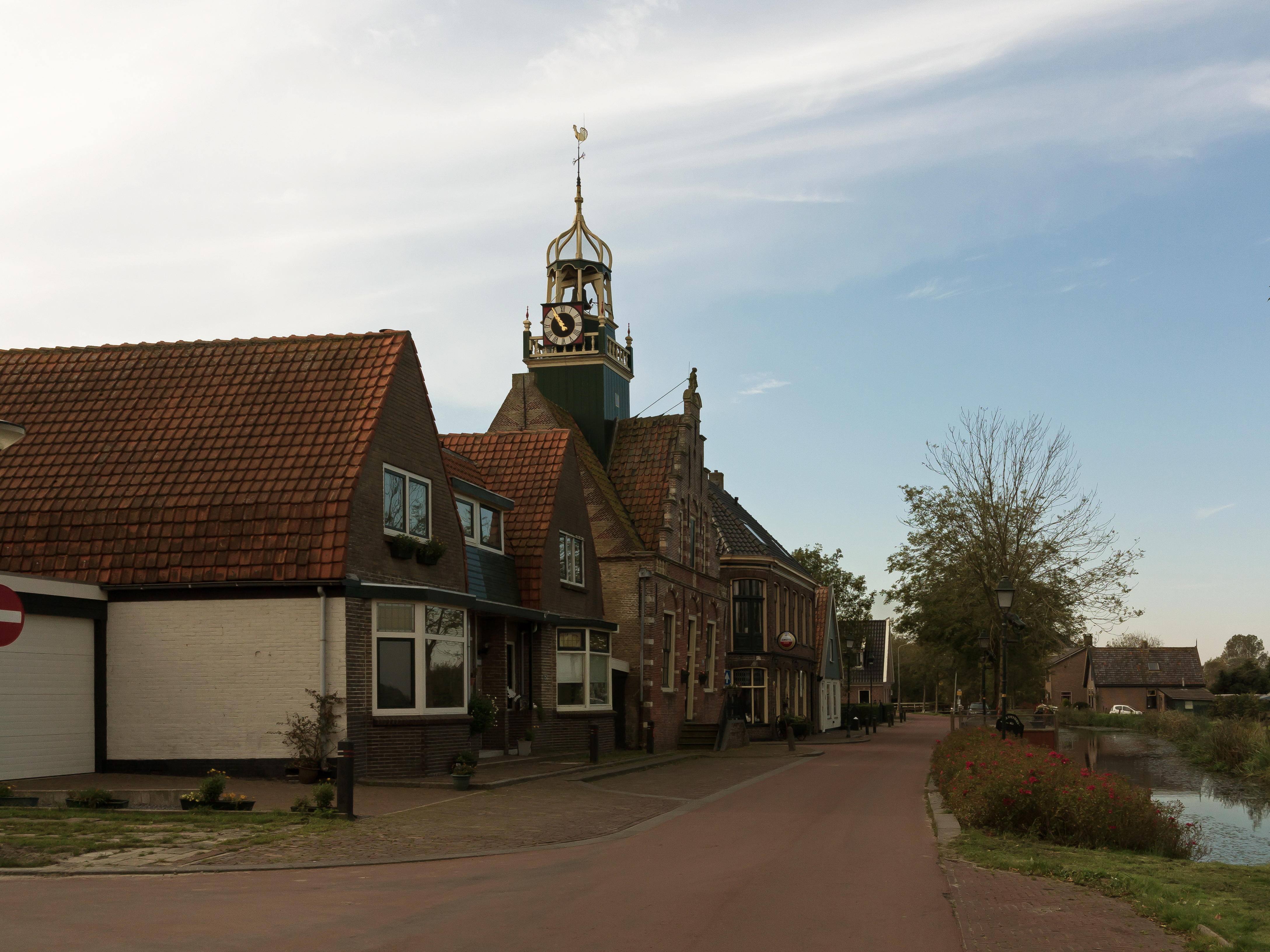
Barsingerhorn, el antiguo ayuntamiento en la calle
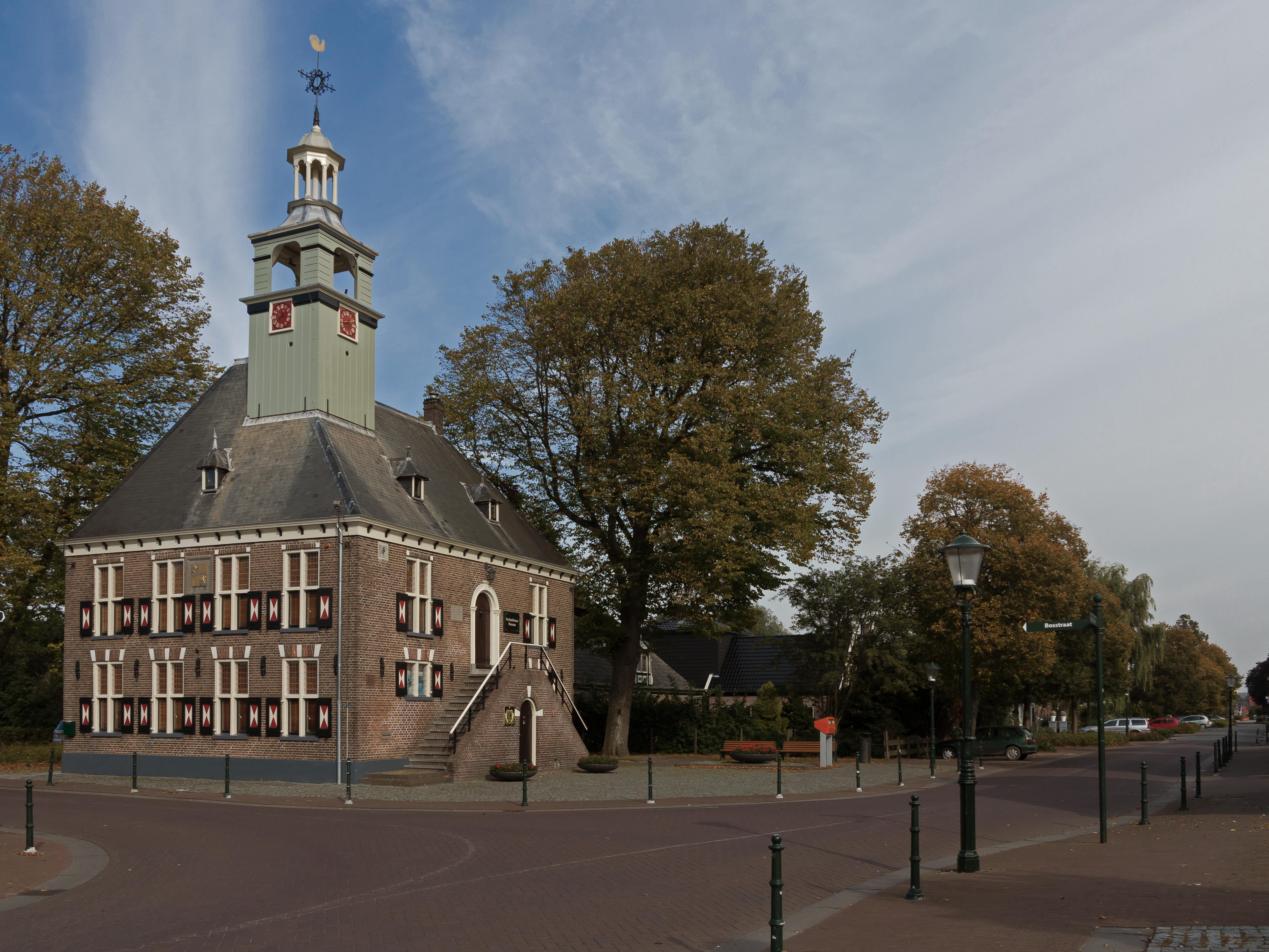
Winkel, el museo: het Nederlands Parfumflessenmuseum